# Стшелешки окръг
Стшелешки окръг (на полски: Powiat strzelecki) е окръг в Южна Полша, Ополско войводство. Заема площ от 744,27 км2. Административен център е град Стшелце Ополске.

## География
Окръгът се намира в историческата област Горна Силезия. Разположен е в източната част на войводството.

## Население
Населението на окръга възлиза на 76 764 души (2012 г.). Гъстотата е 103 души/км2.

## Административно деление
Администартивно окръга е разделен на 7 общини.
Градско-селски общини:
- Община Завадзке
- Община Кольоновске
- Община Лешница
- Община Стшелце Ополске
- Община Уязд

Селски общини:
- Община Избицко
- Община Йемелница

## Фотогалерия
- Кольоновске
- Лешница
- Стшелце Ополске
- Уязд
- Завадзке